# 白银库伦诺尔
43°16′11″N 116°12′35″E / 43.2697°N 116.2096°E
白银库伦诺尔也称白音库伦诺尔、巴彦呼热淖尔
，是一个位于中国内蒙古自治区锡林郭勒盟锡林浩特市南部白音库伦牧场境内的湖泊，面积约为7.83平方千米，属于蒙新高原区。它的一级流域为内流区诸河，二级流域为内蒙古内流区。
其位置约为东经116°12′,北纬43°16′。湖面海拔1280米，面积约13.5平方公里，是咸水湖。巴彦呼热淖尔来自蒙古语，是富饶牧场的湖的意思。
白银库伦诺尔东西长，南北窄，流域为不规则的三角形，南部宽，北部狭窄，周边山洪沟水流向白银库伦洼地，形成湖泊的主要水源。汛期水涨，水质咸。